# Raglius
Raglius is een geslacht van wantsen uit de familie bodemwantsen (Lygaeidae). Het geslacht werd voor het eerst wetenschappelijk beschreven door Stål in 1872.

## Soorten
Het genus bevat de volgende soorten:

- Raglius alboacuminatus (Goeze, 1778)
- Raglius austerus Statz & Wagner, 1950
- Raglius confusus (Reuter, 1886)
- Raglius decoratus Statz & Wagner, 1950
- Raglius pineti (Herrich-Schaeffer, 1835)
- Raglius pulchellus Statz & Wagner, 1950
- Raglius simplex (Jakovlev, B.E., 1883)
- Raglius tisifone (Linnavuori, 1990)
- Raglius tristis (Fieber, 1861)
- Raglius vulgaris (Schilling, 1829)
- Raglius zarudnyi (Jakovlev, 1905)